# Ecomuseo della montagna pistoiese
L'Ecomuseo della Montagna Pistoiese è un ecomuseo situato sull'Appennino pistoiese articolato in sei itinerari comprendenti musei, percorsi all'aperto, poli didattici e manufatti storici che permettono di conoscere la montagna pistoiese attraverso i segni lasciati dal rapporto fra uomo e ambiente durante secoli di storia.

## Storia
L'Ecomuseo è nato nel 1988 su iniziativa dell'Assessorato alla Cultura della Provincia di Pistoia ed è attivo dal 1990. Il 22 novembre 2011 è nata l’Associazione Ecomuseo della Montagna Pistoiese che gestisce l'intero sistema museale con sede a Gavinana nello storico Palazzo Achilli. L'Ecomuseo ha costituito nel 2019 il Sistema museale della Montagna Pistoiese (SiMOP) di cui fanno parte anche l'Orto Botanico Forestale di Abetone, il Museo Naturalistico Archeologico dell'Appennino Pistoiese (MuNAP) di Gavinana e la Via della Castagna e del Carbone di Orsigna. Si tratta di un sistema nato con la volontà di creare uno strumento, per la salvaguardia, valorizzazione e promozione del patrimonio culturale e ambientale della Montagna Pistoiese, strutturando realtà già esistenti e consolidate sul territorio.
Palazzo Achilli a Gavinana è sede del Punto Informativo Centrale dell'Ecomuseo. L'edificio, destinato all'accoglienza dei visitatori, dispone di spazi attrezzati per conferenze ed esposizioni temporanee. All'interno vengono organizzati incontri sulla storia e sulla natura della Montagna Pistoiese, corsi e laboratori per adulti e bambini. Il Palazzo ospita anche l'Archivio Sonoro sulle tradizioni orali della Montagna Pistoiese, minuzioso lavoro di ricerca che ha riportato alla luce centinaia di canti, stornelli, filastrocche registrati dalla viva voce degli informatori locali; e il Centro Mario Olla che mette a disposizione una ricca serie di testimonianze e documenti dell'emigrazione dalla montagna nei secoli XIX e XX.

## Itinerari

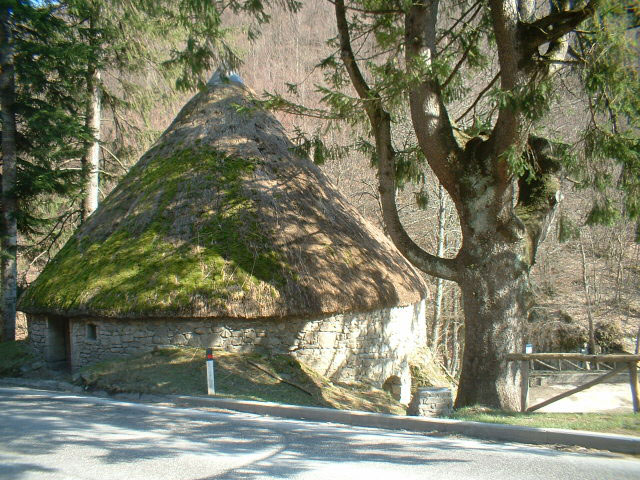
La Ghiacciaia della Madonnina (Le Piastre) fa parte dell'Ecomuseo della Montagna Pistoiese

1. Itinerario del ghiaccio  L'Itinerario del ghiaccio, contraddistinto dal colore azzurro, permette al visitatore di ripercorrere la storia della produzione del ghiaccio naturale, sviluppatasi nella Montagna Pistoiese dalla fine del '700 ai primi decenni del '900 che aveva il suo asse principale nella Valle del Reno. Per ottenere il ghiaccio, nei mesi invernali si deviava l'acqua del fiume Reno in appositi bacini, detti "laghi"; con il freddo della notte sopra i laghi si formava uno spesso strato di ghiaccio, che veniva poi spaccato e immagazzinato in blocchi all'interno delle ghiacciaie, dove si conservava fino all'estate, quando veniva venduto nelle città vicine (Pistoia, Firenze, Bologna)  per usi alimentari e sanitari.
  - Comparto produttivo del ghiaccio della Madonnina (Via Modenese SR 66 - Loc. Le Piastre).
  - Polo didattico del Ghiaccio - (Via della Noce - Pracchia) Raccoglie una ricca documentazione fotografica ed audiovisiva su questa attività protoindustriale. Espone inoltre attrezzi originali e due plastici: uno che riproduce la Ghiacciaia della Madonnina e l'altro una delle prime fabbriche di ghiaccio artificiale.
  - Percorso Trekking -  Munendosi di un adeguato abbigliamento, è possibile percorrere liberamente o con una guida ambientale escursionistica che descriverà gli aspetti naturalistici, un sentiero di ca. 9 Km che parte da Le Piastre e arriva a Pontepetri, ricalcando in parte il tracciato storico della Via Romea Nonantolana. Il percorso offre una vista suggestiva: anche a occhio nudo infatti si potrà osservare la vallata di Pistoia e Firenze e riconoscere il Campanile di Giotto.
  - Spunti per la didattica - Storia locale, mestieri del passato, paesaggio, fisica, orografia, meteorologia, viabilità, riflessioni sull'acqua e i suoi usi, prove di orientamento.
2. Itinerario del Ferro Questo itinerario racconta la storia della siderurgia toscana in epoca pre-industriale: la tradizione della lavorazione del ferro sulla Montagna Pistoiese ha origini molto antiche e sembra risalire almeno all’Alto Medioevo. A partire dal XV secolo i Medici approfittarono dei fitti boschi e dell’abbondanza di acqua, che garantivano forza motrice e combustibile, per impiantare sul territorio numerose fucine e ferriere. Già nel XVI secolo la Montagna Pistoiese costituiva il primo polo siderurgico del Granducato di Toscana. Il ferro, proveniente dall’Isola d’Elba, veniva trasportato fino a Pisa a bordo di navi, per poi risalire il corso del fiume Arno e del Torrente Ombrone fino a Pistoia. Da qui proseguiva a dorso di mulo fino alla montagna.  La lavorazione del ferro sulla Montagna Pistoiese proseguì fino al XIX secolo, quando ebbe avvio una fase di progressivo declino. Infatti gli stabilimenti toscani non furono capaci di competere con la moderna siderurgia europea che già da tempo aveva sviluppato tecniche di fusione più efficaci, basate sull’uso del carbone coke.
  - Museo del Ferro (Via La Piana - Pontepetri) - Il museo, contraddistinto dal colore rosso, espone attrezzi utilizzati per la lavorazione del ferro provenienti dalle antiche ferriere dislocate sulla montagna.
  - Giardino dell'energia rinnovabile (Pontepetri) - Sottostante al museo e a suo completamento, troviamo il giardino nel quale sono visibili le macchine idrauliche, due grandi ruote in legno e un maglio che si muovono grazie alla forza motrice dell'acqua.
  - Percorso Trekking - Proseguendo dal giardino dell'energia rinnovabile si imbocca il sentiero della Ferriera (ca. 600 metri) fino alla presa d'acqua sul torrente Maresca. La gora che scorre accanto al percorso, riattivata nel 2003 contestualmente alla costruzione delle macchine idrauliche, alimentava l'antica Ferriera di Pontepetri, risalente al XVIII secolo e demolita nel 1978.
  - Antica Ferriera Papini - (Via del Teso - Maresca) Attestata fin dal XV secolo, è probabilmente la più antica ferriera della Toscana ancora esistente. Conserva pressoché intatti molti macchinari originali (magli, fucine, forno e un ingegnoso sistema per la produzione dell’aria compressa). Ricordata in un documento del 1542, nel 1561 venne acquistata dalla Magona Granducale, la compagnia che controllava la produzione del ferro nello Stato Mediceo. La ferriera fu utilizzata con continuità fino alla fine del XVII secolo e nel 1776 è ricordata insieme a quelle di Pracchia, Mammiano e San Felice nel censimento industriale ordinato da Pietro Leopoldo. Nel 1788 fu ceduta a privati. Acquistata dai Bizzarri, passò in seguito alla famiglia Strufaldi e quindi alla famiglia Papini che l’ha tenuta per oltre un secolo in attività, fino alla fine degli anni Ottanta del Novecento. A causa dei recenti anni di abbandono la ferriera versava in cattive condizioni conservative che riguardavano soprattutto le coperture, puntellate in più parti, ma anche i manufatti presenti al suo interno, nonché i macchinari a energia idraulica. L'Ecomuseo ne ha proposto e curato il restauro, iniziato nel 2014, grazie ad un finanziamento europeo e alle risorse di altri enti della Montagna; la Ferriera restaurata è stata inaugurata a settembre 2016. L'opificio custodisce ancora antichi macchinari idraulici e meccanici, oltre a utensili quali mole, trapani, incudini, morse, martelli e tenaglie, strumenti che, insieme allo stesso edificio, sono di grandissima importanza per la ricostruzione storica della lavorazione del ferro sulla Montagna Pistoiese.
  - Spunti per la didattica - energia e energie rinnovabili, metallurgia, meccanica, mestieri del passato, storia locale, viabilità (Porrettana), paesaggio e dimostrazione di forgiatura e battitura del ferro con gli Artigiani della Montagna.
3. Itinerario dell'Arte Sacra e della Religiosità Popolare
  - Museo diocesano d'Arte Sacra (Popiglio) L'itinerario dell'arte sacra, contraddistinto dal colore viola, trova il suo fulcro nella Pieve di Santa Maria Assunta a Popiglio, arricchita nel corso dei secoli XVI e XVII dalla presenza di preziose opere d'arte e paramenti liturgici, donati come ex voto da una ricca famiglia di popigliesi residenti a Roma, i Vannini. Grazie a loro la Pieve, che possiede un organo del '600 dell'organaro romano Giuseppe Testa, espone all'interno del Museo Diocesano rari esempi di barocco romano.
  - Polo didattico dell'arte sacra e della religiosità popolare (Via delle Corti - Popiglio) - Dalla Piazza principale dove si trova la Chiesa, percorrendo un breve percorso lastricato, si raggiunge il Polo didattico nel quale è possibile svolgere attività pratiche di tessitura e filatura della lana con l'ausilio di piccoli telai.
  - Ponte di Castruccio Castracani e le antiche dogane - esempio di ponte medievale, costruito nel 1317 dal condottiero lucchese Castruccio Castracani. Un tempo segnava il confine tra Lucca e Pistoia, come testimoniano le antiche dogane che all'epoca controllavano il passaggio dei carri di merci, situate sulla riva sinistra del fiume Lima, recentemente restaurate e adibite ad agriturismo. La struttura è meta di un percorso rogazionale che si snodava da Popiglio per propiziare il buon esito dei raccolti.
  - Spunti per la didattica - Storia dell'arte e arti minori, viabilità storica, iconografia religiosa, ambienti del Medioevo, storia del tessuto e prova pratica di tessitura.
4. Itinerario della vita quotidiana L'itinerario, contraddistinto dal colore giallo, permette al visitatore di confrontare le proprie abitudini moderne con quelle dei nostri predecessori, mettendo in evidenza come nell'arco di pochi decenni sia cambiato il nostro rapporto con il lavoro, con la manualità e con l'ambiente che ci circonda. 
  - Museo della Gente dell'Appennino Pistoiese (Via degli Scoiattoli - Rivoreta) - il museo propone un viaggio nella vita della gente di questo territorio dai secoli scorsi ai giorni nostri, stimolando il visitatore a calarsi nella dimensione del "fare con le mani". All'interno del museo troviamo il Laboratorio del giocattolo, nel quale è possibile dare vita a semplici giochi con materiali di riciclo; e il Laboratorio della Lana, dove mettere in pratica le nostre abilità nell'arte della tessitura.
  - La via della Castagna (Via di Paoluccio) e la Via del Carbone (Orsigna) -  Percorrendo un sentiero in discesa intervallato da due ponti realizzati secondo un progetto di Leonardo da Vinci, si incontrano un metato, utilizzato ancor oggi per l'essiccazione delle castagne e il Molino di Giamba, a due palmenti funzionante ad acqua, costruito nel 1820;  restaurato agli inizi del 2000 viene usato per la macinatura delle castagne raccolte nei boschi limitrofi. A completamento del percorso, è possibile visitare un castagneto didattico. Proseguendo per un sentiero sterrato, dopo il Molino, il visitatore potrà osservare la ricostruzione della capanna del carbonaro ed una carbonara didattica in sezione che spiega il processo di combustione della legna attraverso il quale si otteneva il carbone. Merita fare un piccolo accenno alla val d'Orsigna e ricordare quanto Tiziano Terzani l'abbia amata, in quanto considerato luogo di pace, immerso in una natura incontaminata. In località Casa Cucciani è possibile ammirare un imponente albero al quale lo scrittore aveva applicato degli occhi (per questo denominato "albero con gli occhi") per insegnare a tutti il rispetto per la natura.
  - Spunti per la didattica - energie rinnovabili, storia locale, emigrazione, alimentazione, prodotti tipici, mestieri del passato, civiltà del castagno, tradizioni orali, paesaggio, dimostrazione di filatura della lana e costruzione di giocattoli con materiali di riciclo.
5. Itinerario naturalistico Questo itinerario, contraddistinto dal colore verde, valorizza le specie botaniche e forestali tipiche dell'Appennino Pistoiese, illustra la storia naturale del territorio e documenta la presenza dell'uomo fin dall'età preistorica.
  - Orto Botanico Forestale (Via del Brennero 49, Abetone) - L'Orto Botanico Forestale dell'Abetone nasce nel 1987, promuove studi naturalistici e forestali sull'Appennino Settentrionale ed è di presidio per la conservazione della flora locale. Rappresenta pertanto un'istituzione scientifica preposta alla salvaguardia dell'identità naturale e culturale del territorio. Situato ad una quota di ca. 1300 m nella profonda e fresca Valle del torrente Sestaione, ospita, grazie al clima e alle temperature medie piuttosto basse, molte specie di tipo alpino, fra le quali spiccano alcuni "relitti glaciali" come l'abete rosso (Picea abies), il rododendro rosso (Rhododendron ferrugineum), la Swertia perennis, la Cicerbita alpina, la Gentiana purpurea e altre specie.
  - Polo didattico - Fontana Vaccaia - Nel Polo didattico, l'Orto approfondisce vari aspetti naturalistici tipici della Montagna Pistoiese. Al suo interno e durante tutto il periodo estivo, si organizzano esposizioni temporanee e corsi formativi. Sono inoltre a disposizione di coloro che intendono visitarlo un erbario con essenze locali, microscopi binoculari per esercitarsi e spazi adibiti a mostre.
  - Museo Naturalistico Archeologico dell'Appennino Pistoiese (MuNAP) (Via Orange, Gavinana, San Marcello Piteglio). Il museo inaugurato a giugno 2018 nella nuova sede di Palazzo Achilli a Gavinana (PT) espone reperti naturalistici e archeologici frutto dell'attività di documentazione portata avanti dal Gruppo Naturalistico Appennino Pistoiese (GNAP) nel corso degli anni. L'esposizione articolata in aree tematiche permette di compiere un viaggio nel passato attraverso numerosi reperti che illustrano la storia naturale del territorio. Il museo propone una visita alla scoperta di mammiferi, uccelli, insetti, fossili, minerali, rocce e utensili preistorici; ad accompagnarvi nella visita anche un bellissimo esemplare di lupo appenninico (Canis lupus italicus) rinvenuto morto nella zona. Di particolare interesse si segnala inoltre la collezione di flora fossile dei Monti Pisani risalente al Carbonifero superiore, cioè a oltre 300 milioni di anni fa, tra le importanti in Italia, e uno scheletro di orso delle caverne (Ursus spelaeus) esposto in un'affascinante ricostruzione di un'ambientazione preistorica. L'esemplare, rinvenuto all'interno della Grotta dei Porci in Val di Lima, risale alla fine dell'ultima glaciazione (detta Würm). Di notevole importanza anche la collezione di utensili litici risalenti alla fine del Paleolitico superiore (12-10 mila anni fa) testimonianza del primo popolamento umano sull'Appennino Pistoiese. Il museo è visitabile con visite guidate a cura del Gruppo Naturalistico che svolge anche attività di divulgazione e ricerca sulla natura del territorio pistoiese.
  - Spunti per la didattica - evoluzione del paesaggio, flora e fauna locali, geologia, paleontologia, preistoria, archeologia, evoluzione, laboratori sulla biodiversità e giochi sulla natura.
6. Itinerario della pietra Infine l'itinerario della Pietra, contraddistinto dal colore grigio, conduce il visitatore in un viaggio a ritroso nella storia della montagna, camminando lungo il tracciato medievale della Via Francesca della Sambuca che parte da Pavana e arriva fino a Sambuca Castello, antico borgo medievale fortificato e recentemente restaurato; su richiesta è visitabile la vicina Chiesa di S. Cristoforo e di S. Jacopo dove è presente un dipinto della scuola di Guido Reni.
  - Torre di Selvaggia Vergiolesi una rocca difensiva che deve il suo nome alla donna che ispirò il poeta stilnovista Cino da Pistoia. Su molte abitazioni della zona sono visibili maschere scolpite nella pietra, legate a rituali magici che contribuiscono a rendere suggestiva l'atmosfera.
  - Via Francesca della Sambuca - Sambuca Pistoiese.
  - Polo didattico della Pietra (Pavana) -  Nel polo didattico della pietra sono esposti attrezzi ed oggetti appartenenti all'antico mestiere dello scalpellino, mestiere insegnato agli abitanti del luogo dai Maestri comacini.
  - Insediamento Altomedievale - Riserva Biogenetica dell'Acquerino - Nella Riserva di Acquerino sono visibili resti archeologici, frutto di un'intensa ricerca che ha interessato un'area di ca. 1600 m². I dati raccolti ed il ritrovamento di reperti ceramici databili tra il X ed il XII secolo durante gli scavi, consiglierebbero di interpretare il sito come un complesso monastico ben organizzato esistito durante l'Alto Medioevo e scomparso poco dopo la fondazione dell'Abbazia di Fontana Taona agli inizi dell'XI secolo.
  - Pieve di Furfalo (Marliana) - è una delle Pievi più antiche del territorio pistoiese, risalente al X secolo. I suoi resti sono situati nel bosco lungo un sentiero che collega Serra Pistoiese a Panicagliora.
  - Spunti per la didattica - Viabilità storica (Via Francesca della Sambuca), storia locale, antichi mestieri, archeologia, paesaggio, dimostrazione di lavorazione della pietra.